# Bengt Broman
Bengt Ernest Broman, född 29 oktober 1953, är en svensk företagsledare.
Han lämnade 2006 VD-tjänsten på Teracom för en motsvarande tjänst på MYDATA automation, men har sedan lämnat även MYDATA. Han är konsult och styrelseordförande i KSB Företagskonsult AB (2012).